# Гопкінтон (Массачусетс)
Гопкінтон (англ. Hopkinton) — місто (англ. town) в США, в окрузі Міддлсекс штату Массачусетс, знаходиться на 48 км на захід від Бостона. Населення — 18 758 осіб (2020).
Місто добре відоме як початкова точка Бостонського марафону, у місті також знаходиться головний офіс міжнародної корпорації EMC.

## Демографія
Згідно з переписом 2010 року, у місті мешкало 14 925 осіб у 4957 домогосподарствах у складі 3978 родин. Було 5128 помешкань
Расовий склад населення:
| - 93,1 % — білих - 4,4 % — азіатів - 0,8 % — чорних або афроамериканців - 0,1 % — корінних американців |

До двох чи більше рас належало 1,2 %. Частка іспаномовних становила 1,8 % від усіх жителів.
За віковим діапазоном населення розподілялося таким чином: 32,0 % — особи молодші 18 років, 60,1 % — особи у віці 18—64 років, 7,9 % — особи у віці 65 років та старші. Медіана віку мешканця становила 40,3 року. На 100 осіб жіночої статі у місті припадало 96,8 чоловіків; на 100 жінок у віці від 18 років та старших — 93,4 чоловіків також старших 18 років.
Середній дохід на одне домашнє господарство становив 177 518 доларів США (медіана — 151 357), а середній дохід на одну сім'ю — 196 601 долар (медіана — 172 168). Медіана доходів становила 114 833 долари для чоловіків та 81 142 долари для жінок. За межею бідності перебувало 1,5 % осіб, у тому числі 1,2 % дітей у віці до 18 років та 2,2 % осіб у віці 65 років та старших.
Цивільне працевлаштоване населення становило 8663 особи. Основні галузі зайнятості: освіта, охорона здоров'я та соціальна допомога — 26,5 %, науковці, спеціалісти, менеджери — 16,8 %, виробництво — 14,2 %.